# Fjerritslev Kommune
| Strukturdaten       | Strukturdaten      |
| ------------------- | ------------------ |
| Sitz der Verwaltung | Fjerritslev        |
| Fläche              | 289,65 km²         |
| Einwohner           | 8.517 (2004)       |
| Kommune seit 2007   | Jammerbugt Kommune |
| Website             | www.fjerritslev.dk |

Fjerritslev Kommune war bis Dezember 2006 eine dänische Kommune im damaligen Nordjyllands Amt im Norden Jütlands auf der Insel Vendsyssel-Thy. Seit Januar 2007 ist sie zusammen mit den ehemaligen Kommunen Brovst, Pandrup und Aabybro Teil der neugebildeten Jammerbugt Kommune.